# Himiltrud
Himiltrud (auch Himiltrude, Hemeldrud oder Himeltrud)   war seit etwa 767 die erste Ehefrau oder die Konkubine Karls des Großen. Weder ihre Lebensdaten noch ihre Herkunft sind genauer überliefert, laut Paulus Diaconus war sie adliger Herkunft. Himiltrud hatte mit Karl den Sohn Pippin den Buckligen. Nach dem Tode ihres Schwiegervaters Pipin am 24. September 768 war Himiltrud wohl für gut ein Jahr fränkische Königin oder auch nur die Frau an der Seite des Königs, bis sie Ende 769, auf Betreiben ihrer Schwiegermutter Bertrada, verstoßen wurde und Karl auf Bitten seiner Mutter die langobardische Königstochter Desiderata heiratete. Papst Stephan III. – der ein Bündnis zwischen Franken und Langobarden verhindern wollte – wandte ein, der fränkische König sei bereits rechtmäßig verheiratet und somit eine Neuvermählung ausgeschlossen. Doch blieb er damit erfolglos und fügte sich letztlich ohne weiteren Widerspruch dem Umstand.
Demgegenüber erwähnt Karls Biograph Einhard Himiltrud in seiner vita Karoli Magni namentlich nicht, sondern nur eine Konkubine, die Karl den Sohn Pippin den Buckligen geboren habe, der sich während eines Krieges gegen die Hunnen gegen Karl verschwor und zur Strafe in ein Kloster verbannt wurde. Paulus Diaconus nennt sie hingegen namentlich als Konkubine Karls des Großen und Mutter Pippins.
Anfang der 1970er Jahre wurde im belgischen Kloster Nivelles ein Grab ausgegraben. Es handelte sich um eine Kircheninnenbestattung, die das Skelett einer 35–40-jährigen Frau und zwei beschriftete Ziegelplatten enthielt. Auf der einen, in Minuskeln beschriebenen Platte stand Hemeldrudis sepul. („Grab der Hemeldrudis“), die andere Platte trug die Inschrift III KL IUL OB(iit) HILMELDRUDIS IN XRO („am 3. Tag vor den Kalenden des Juli starb Hilmeldrudis in Christo“). Die genannte Hilmeldrudis wird von vielen Wissenschaftlern mit Himiltrud identifiziert.